# New Edinburgh (Darién)

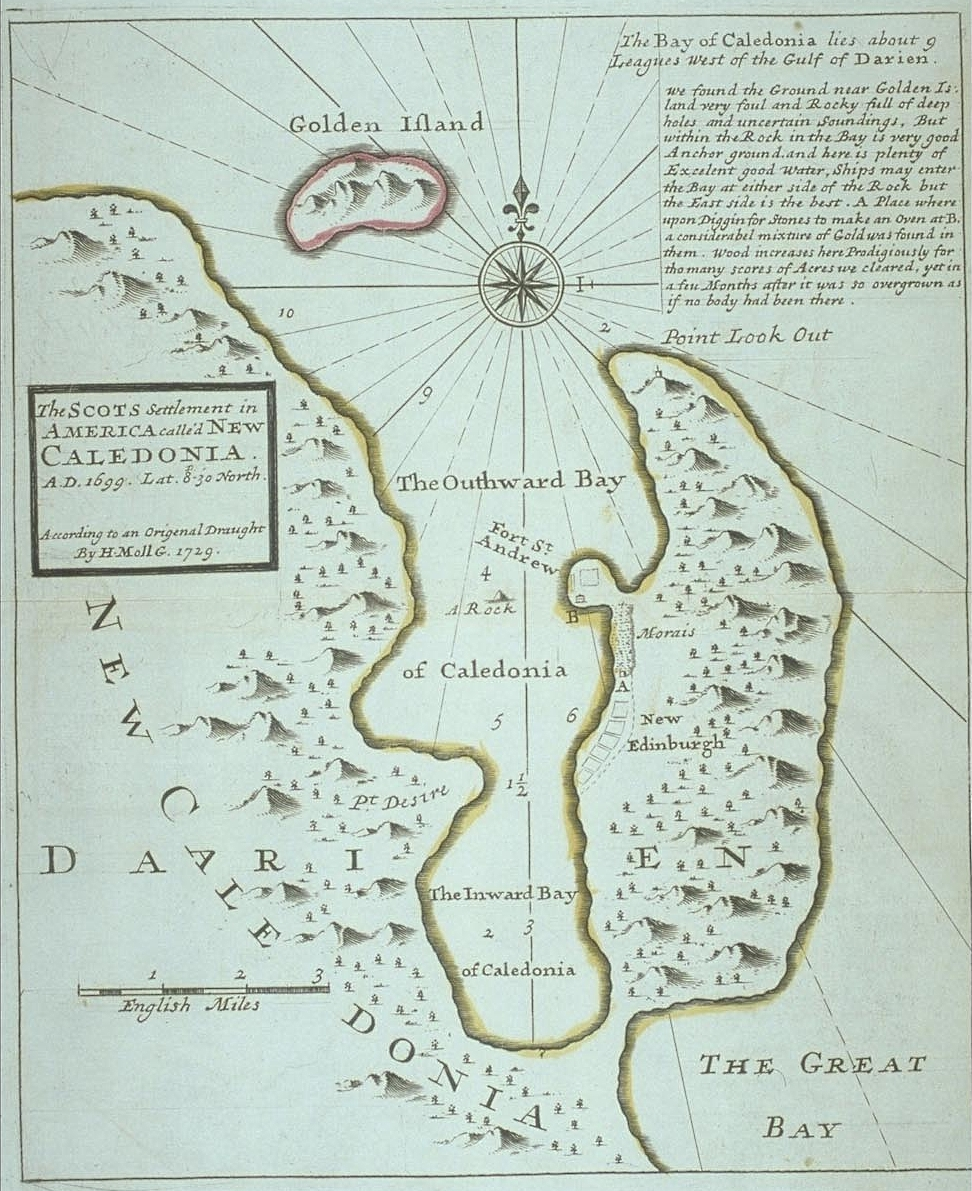
Karte von New Caledonia (1729) von Hermann Moll, Kartograph und Geograph aus Solingen, Deutschland.

New Edinburgh in Darién war der gescheiterte Versuch Schottlands zum Ende des 17. Jahrhunderts in seinen Kolonisierungsbemühungen eine Siedlung in Panama, Mittelamerika zu errichten (siehe auch Darién-Projekt).

## Geschichte
Am 14. Juli 1698 verließen fünf Schiffe (Saint Andrew, Caledonia, Unicorn, Dolphin, und Endeavour) den Hafen von Leith in Schottland. An Bord der Schiffe waren über 1.200 Menschen, angeworben von der Company of Scotland für eines der ehrgeizigsten Kolonisierungsprojekte der damaligen Zeit. Ihr Ziel war die Bucht von Darién in Panama, Mittelamerika. Die Siedler erreichten Anfang November ihr Ziel und errichteten zuerst das Fort St Andrew. Südlich davon sollte New Edinburgh, so benannt zu Ehren der schottischen Hauptstadt Edinburgh, entstehen. Das ungewohnte heiße und feuchte Klima, die Malaria und die erfolglose Lebensmittelproduktion brachten das Siedlungsvorhaben recht schnell zum Scheitern. Die meisten der Siedler starben. Im Juli 1699 wurde die Siedlung New Edinburgh aufgegeben. 300 Überlebende erreichten Monate später Schottland.
Nichtsahnend von der missglückten Ansiedlung machten sich im August 1699 weitere 1.300 Siedler von Schottland aus auf die Reise. Im November 1699 angekommen, beschloss man, die Siedlung wieder aufzubauen. Bekämpft von den Spaniern, die ebenfalls Interesse in dieser Region hatten, gab man schließlich nach dem Fall von Fort St Andrew das Siedlungsvorhaben im April 1700 gänzlich auf. Von den einstmals ausgewanderten 2.500 Siedlern sahen insgesamt nur noch einige Hundert ihre Heimat wieder.